# Лопес Домингес, Хосе
Хосе Лопес Домингес (исп. José López Domínguez; 29 ноября 1829, Марбелья, Андалусия — 17 октября 1911, Мадрид) — испанский генерал и политик; занимал пост главы правительства Испании с 6 июля по 30 ноября 1906 года.

## Биография
Хосе Лопес Домингес родился 29 ноября 1829 года в испанском городе Марбелья.
В 1854 году в звании лейтенанта артиллерии он участвовал в pronunciamiento (форма военного восстания или государственного переворота) Леопольдо О'Доннелла.
В качестве наблюдателя находился в театрах военных действий в ходе Крымской и Австро-итало-французской войн. В 1859—1860 годах участвовал в Испано-марокканской войне, где дослужился до чина полковника.
Вместе со своим дядей Франсиско Серрано, в качестве его адъютанта, принимал деятельное участие в Славной революции 1868 года, свергшей с престола королеву Изабеллу Вторую, сменившей династию на 6 лет и приведшей к либерализации на несколько десятилетий. 

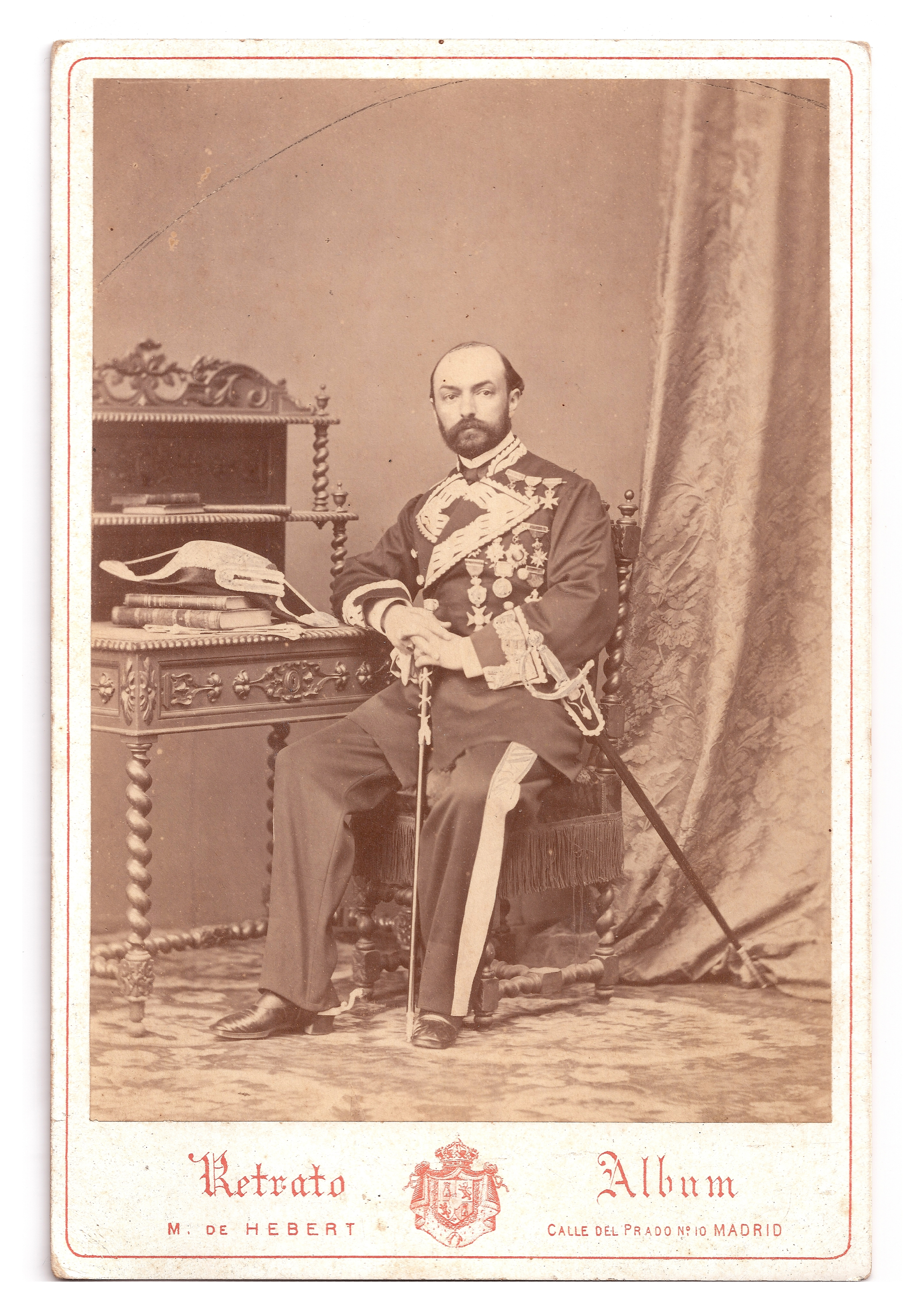
Генерал Лопес Домингес

Во времена Первой Испанской Республики в ходе восстания кантоналистов 1873—1874 гг. штурмовал Картахену, главный оплот мятежников. 
Позже Лопес Домингес с успехом действовал под начальством Серрано и Конхи против карлистов. 
В 1883 году он получил портфель военного министра в кабинете Хосе де Посада Эррера. Изданный им декрет, по которому ни один высший военный пост не должен оставаться в одних руках дольше трёх лет, не нашёл поддержки. 
Подав в 1884 году вместе со всем кабинетом в отставку, Хосе Лопес Домингес был избран в 1886 году в палату, где вместе с Франсиско Ромеро-Робледо основал Испанскую национальную партию.
С 6 июля по 30 ноября 1906 года он занимал пост главы правительства Испании.
Хосе Лопес Домингес умер 17 октября 1911 года в городе Мадриде.